# Xavier Dolan
Xavier Dolan-Tadros (Montreal, 20 de março de 1989) é um ator e cineasta canadense. Iniciou a carreira de ator ainda criança, mas chamou a atenção internacional quando atuou pela primeira vez como roteirista e diretor, com o filme J'ai tué ma mère (Eu Matei Minha Mãe, em português), tendo sido premiado no Festival de Cannes de 2009 quando tinha apenas vinte anos.
Os filmes que se seguiram receberam cada vez mais destaque, sendo estes premiados nos mais diversos festivais o que tem contribuído com a reputação de Dolan e levado-o a desfrutar de maior reconhecimento internacional apesar de seus longas serem produzidos exclusivamente em francês.
Em 2015, dirigiu o clipe da música "Hello" da cantora britânica Adele, o vídeo obteve um número recorde de visualizações e divulgou seu trabalho a um público mais abrangente.

## Biografia
Xavier Dolan nasceu no dia 20 de Março de 1989 no Hospital das Crianças em Montreal, Canadá. Filho de Manuel Tadros, um ator, cantor e compositor egípcio-canadense e de Geneviève Dolan, uma professora quebequense, Dolan cresceu em meio à diversas formas de arte o que levou a seu ingresso na carreira de ator já aos quatro anos de idade com o auxílio de sua tia, Julie.
Seus pais se divorciaram quando ele ainda era muito jovem, ele permaneceu com o pai enquanto sua mãe mudou-se para o subúrbio, Xavier afirma que embora ela seja uma ótima pessoa não era totalmente proficiente no que se refere a maternidade, algo que ele considera comum, parte da relação entre os dois foi refletida em J'ai tué ma mère.

## Vida pessoal

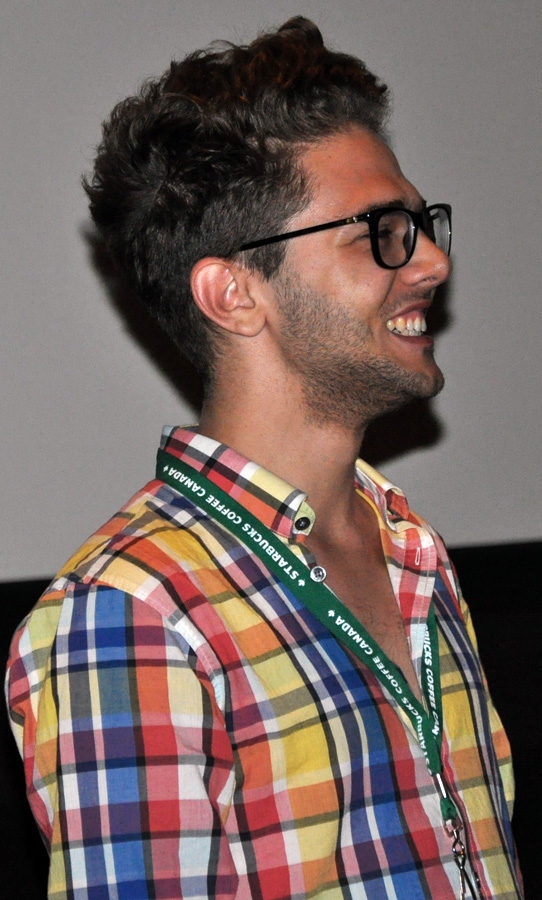
Dolan, em 2009.

Xavier é homossexual e embora tenha se relacionado com mulheres, desde a infância sentia-se diferente ao ver o quanto seus interesses divergiam da maioria dos garotos de sua idade, aos onze anos ele já estava certo da inevitável atração que sentia por outros homens e resolveu comunicar isso à família que ele acredita ter tomado conhecimento do fato antes mesmo dele.
Em 2012 o cineasta recebeu o Queer Palm, prêmio do Festival de Cannes que agracia os melhores filmes com temáticas LGBT, pelo longa Laurence Anyways, algo que não lhe agradou; para ele as premiações do "cinema gay" categorizam suas obras dessa forma não apenas pelo seu conteúdo mas também devido a sua própria homossexualidade, afirmando ainda que não pretende ser rotulado como um autor desse dito tipo de cinema visto que essas questões não precisam estar obrigatoriamente presentes ou serem o enfoque de seus trabalhos.
Dolan é obcecado por tatuagens, tendo em seu corpo mais de 12 delas, incluindo uma em sua pélvis dedicada a Mommy e 4 em homenagem à saga Harry Potter.
O diretor conta que quando garoto era hiperativo e bastante violento, chegando a ser expulso de várias escolas, algo que ele incorporou na personagem Steve Després, ele ainda enfrenta problemas para controlar sua raiva mas há muito descobriu e tem usado a escrita e os filmes como uma forma de canalizar esse sentimento.
Participou de duas campanhas da grife Louis Vuitton, uma para a coleção Spring-Summer 2016 e outra para a linha de bolsas masculinas das estações seguintes.

## Filmografia

### Como ator

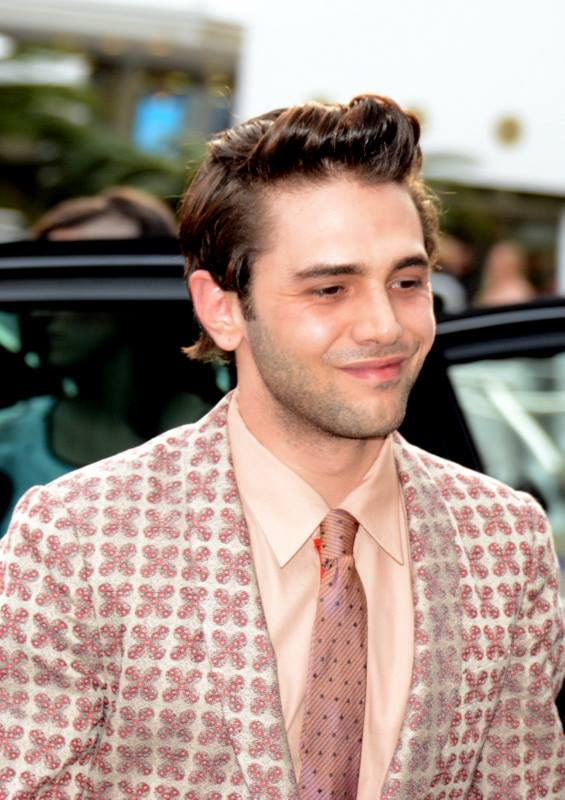
Dolan, no Festival de Cannes em 2015.

- 1994: Miséricorde de Jean Beaudin (série de TV) : Filho
- 1994: Comerciais das Farmácias do Grupo Jean Coutu : Maxime
- 1997: Omerta 2, la loi du silence de Pierre Houle (série de TV) : Nicolas Favarra
- 1997: J'en suis! de Claude Fournier : Édouard Samson
- 1999: Le marchand de sable de Nadine Fournelle (curta-metragem) : Rapaz
- 2001: La Forteresse Suspendue de Roger Cantin : Michaël
- 2001: L'Or de Jean-Claude Lord (série de TV) : Jérémie Sullivan
- 2005: Attitudes de Manon Boisvert (curta-metragem) : Etienne
- 2006: Miroirs d'été de Étienne Desrosiers (curta-metragem) : Julien
- 2007: Suzie de Micheline Lanctôt : Punk
- 2008: Martyrs de Pascal Laugier : Antoine
- 2009: J'ai tué ma mère de Xavier Dolan : Hubert Minel
- 2010: Les Amours Imaginaires de Xavier Dolan : Francis
- 2010: Good Neighbours de Jacob Tierney : Jean-Marc
- 2013: Tom à la ferme : Tom Podowski
- 2018: Bad Times at the El Royale: produtor musical Buddy Sunday
- 2019: It Chapter Two: Adrian Mellon
- 2019: Matthias & Maxime
- 2021: Illusions perdues

### Como roteirista e diretor
- 2009: J'ai tué ma mère
- 2010: Les Amours Imaginaires
- 2012: Laurence Anyways
- 2013: "College Boy" (vídeo musical da banda Indochine)
- 2013: Tom à la ferme
- 2014: Mommy
- 2015: "Hello" (vídeo musical de Adele)
- 2016: Juste la fin du monde
- 2018: The Death and Life of John F. Donovan
- 2021: "Easy on Me" (video musical Adele)

### Dublador
Xavier trabalha como dublador desde a infância, tendo participado da adaptação para o francês de Quebec de diversos filmes, animações, séries televisivas e até mesmo jogos. É o principal dublador de atores como Rupert Grint, Nicholas Hoult, Josh Hutcherson, Taylor Lautner e mais recentemente de Eddie Redmayne.

## Prêmios e indicações
Festival de Cannes
| Categoria           | Complemento                                 | Resultado |
| ------------------- | ------------------------------------------- | --------- |
| Art Cinema Award    | - Quinzena dos Diretores - J'ai tué ma mère | Venceu    |
| SACD Prize          | Quinzena dos Diretores - J'ai tué ma mère   | Venceu    |
| Prix Regards Jeunes | Quinzena dos Diretores - J'ai tué ma mère   | Venceu    |
| Prémio do Júri      | Mommy                                       | Venceu    |
| Grand Prix          | Juste la fin du monde                       | Venceu    |

César
| Categoria                | Complemento | Resultado |
| ------------------------ | ----------- | --------- |
| Melhor Filme Estrangeiro | Mommy       | Venceu    |